# شعب الدولة (الشرية)

تعديل مصدري - تعديل

شعب الدولة هي إحدى قرى عزلة آل غنيم بمديرية الشرية التابعة لمحافظة البيضاء، بلغ تعداد سكانها 192 نسمة حسب تعداد اليمن لعام 2004.